# Haunted Chocolatier
Haunted Chocolatier est un jeu vidéo développé par Eric Barone et annoncé le 21 octobre 2021,,.  

## Système de jeu
Il s'agit d'un jeu vidéo de type RPG/Simulation dans lequel le joueur doit gérer une chocolaterie hantée. Haunted Chocolatier présente trois axes : la gestion de la chocolaterie, l'acquisition des ingrédients nécessaires à la fabrication des confiseries et les interactions avec les personnages non joueurs. L'action et les éléments fantastiques y sont néanmoins plus présents que dans Stardew Valley,. Aucun mode de jeu multijoueur n'est prévu,.  

## Développement
Eric Barone dit vouloir proposer une vision positive des fantômes et aller à contre-courant de l'imagerie présente dans les productions horrifiques traitant de cette thématique. Le développeur dit également vouloir jouer sur « l'énergie de la lune », là où Stardew Valley jouait plutôt sur celle du « soleil. »
Au moment de l'annonce, fin 2021, le jeu se trouve à un stade de développement très peu avancé et la date de sortie apparaît comme lointaine.